# Mysra
Mysra nebo Miusera (abchazsky Мысра, gruzínsky მიუსერა - Miusera) je sídlo městského typu v Abcházii, nacházející se v okrese Gudauta. Leží přibližně 17 km severozápadně od okresního města Gudauty na pobřeží Černého moře. Obec sousedí na východě s Mgudzyrchvou a na západě s Amžikuchvou. Nachází se v Picundsko-myserské přírodní rezervaci. Mysrou protéká stejnojmenný potok, jenž pramení v kopci severně od obce.
V Mysře, jež se specializuje na turistický ruch, se nachází množství hotelů a tábořišť. Jsou zde i dvě dači dvou slavných sovětských vůdců Stalina a Michaila Gorbačova. V minulosti byla Mysra součástí obce Mgudzyrchva.

## Obyvatelstvo
Dle nejnovějšího sčítání lidu z roku 2011 je počet obyvatel tohoto sídla městského typu 50 a jejich složení následovné:
- 36 Abchazů (72,0 %)
- 11 Rusů (22,0 %)
- 3 ostatních národností (6,0 %)

Před válkou v Abcházii žilo v obci 447 obyvatel.